# 科布多參贊大臣

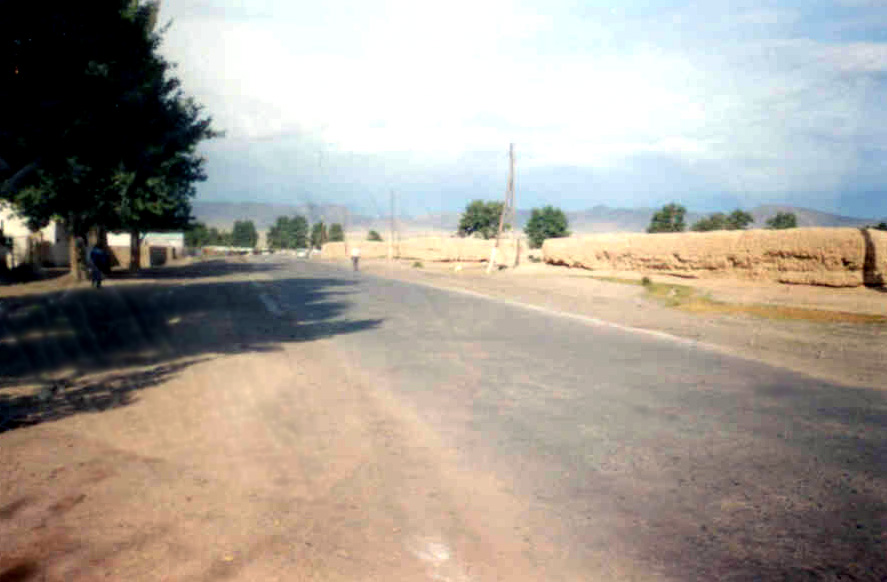
清代科布多參贊大臣衙門遺址（Сангийн хэрэм）

科布多參贊大臣是清代蒙古科多地方的駐紮大臣。乾隆二十六年（1761年）置，駐科布多城（今蒙古國科布多省省會）。宣統三年（1911年）外蒙古獨立，1912年庫倫哲布尊丹巴政權攻陷科布多城，末任參贊大臣被逐。

## 沿革

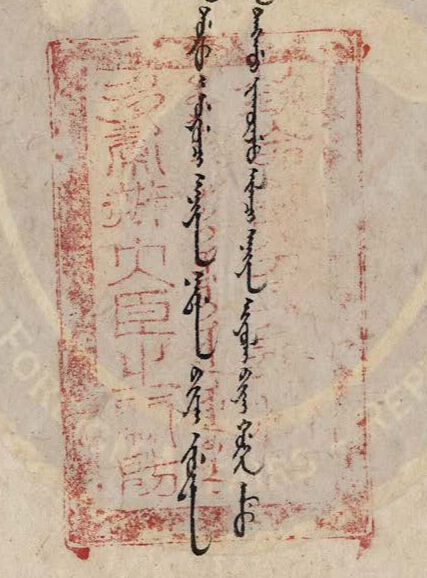
“欽命勘分界務科布多幫辦大臣之關防”，額爾慶額加蓋於中俄科布多界約。

清代初年，科布多一帶為蒙古喀爾喀部牧地，後為準噶爾佔據。乾隆年間滅準噶爾，漠西蒙古各部陸續歸附。乾隆二十六年（1761年），以扎拉豐阿為科布多參贊大臣，駐紮於杜爾伯特部境內的科布多城。科布多參贊大臣為藩部駐紮大臣，負責“佐畫機宜”，其下置科布多領隊大臣一人，並受烏里雅蘇臺將軍節制。嘉慶以後，科布多參贊大臣轄八部三十二旗：
- 杜爾伯特部十六旗（姓綽羅斯。本遊牧於額爾齊斯。乾隆十八年置。）
  - 杜爾伯特部左翼十一旗：特固斯庫魯克達賴汗旗、中旗、中左旗、中前旗、中後旗、中上旗、中下旗、中前左旗、中前右旗、中後左旗、中後右旗
  - 杜爾伯特部右翼三旗：前旗、前右旗、中右旗
  - 輝特二旗：下前旗、下後旗
- 明阿特部一旗（舊屬烏梁海，後屬札薩克圖汗部中左翼左旗。乾隆三十年改屬科布多。）
- 扎哈沁部二旗（舊屬準噶爾，乾隆二十六年置，嘉慶五年增置一旗。）
- 科布多額魯特部一旗（舊屬達木拜台吉。）
- 阿爾泰烏梁海七旗
  - 阿爾泰烏梁海左翼四旗：副都統旗一、散秩大臣旗一、總管旗二
  - 阿爾泰烏梁海右翼三旗：散秩大臣旗一、總管旗二
- 阿爾泰諾爾烏梁海二旗
- 新土爾扈特部二旗（舊屬準噶爾，乾隆三十六年置。）：新土爾扈特左旗、新土爾扈特右旗
- 新和碩特部一旗（原屬新土爾扈特部，嘉慶元年分置。）

同治七年（1868年），置布倫托海辦事大臣、幫辦大臣各一員，轄阿爾泰山南路布倫托海（今乌伦古湖）一帶，駐地在今新疆福海縣。同治八年（1869）撤布倫托海辦事大臣，布倫托海仍隸科布多參贊大臣。光緒三十二年十二月（1907年1月），置阿爾泰辦事大臣，轄阿爾泰烏梁海諸旗、新土爾扈特部、新和碩特部及哈薩克族流民，駐承化寺。

## 終結
宣統三年（1911年）武昌起义發生後，庫倫的第八世哲布尊丹巴呼圖克圖宣佈外蒙古獨立，并派兵西進烏里雅蘇臺和科布多。蒙古各旗札薩克未加抵抗，只有科布多的杜爾伯特汗噶勒章那木濟勒效忠清朝，仍聽科布多參贊大臣節制。1912年，丹毕坚赞、马克思尔扎布及达木丁苏隆等人率外蒙古、俄國聯軍攻陷科布多城，驅逐了末任科布多參贊大臣溥𨬔及駐防清軍，科布多全境陷落。